# Bến Thượng Hải (phim truyền hình)
Bến Thượng Hải (chữ Hán: 上海灘, Hán-Việt: Thượng Hải Than, tiếng Anh: The Bund) là loạt phim truyền hình được đài TVB Hồng Kông phát sóng vào đầu thập niên 1980. Đây được coi là tác phẩm truyền hình kinh điển của đài TVB về đề tài xã hội đen và là bộ phim đưa Châu Nhuận Phát lên vị trí ngôi sao của truyền hình, và sau đó là điện ảnh Hồng Kông. Bài hát chủ đề "Bến Thượng Hải" do nữ ca sĩ Diệp Lệ Nghi trình bày cũng được coi là một bài hát xuất sắc của dòng nhạc Cantopop.

## Nhân vật
- Hứa Văn Cường (Châu Nhuận Phát): Nhân vật chính của phim. Anh là một thanh niên có học thức và tinh thần cách mạng, từng tham gia Ngũ tứ vận động trong thời cuộc biến loạn bị bắt bỏ tù. Sau khi ra tù, Cường đã tham gia vào giới xã hội đen Thượng Hải và trở thành một trong những tay xã hội đen hàng đầu tại đây giai đoạn trước Thế chiến thứ hai, tuy nhiên Hứa Văn Cường vẫn có lòng yêu nước và chống quân phiệt Nhật Bản, vì vậy anh bị sự truy sát của Phùng Kính Nghiêu (Lưu Đan), một đại tư bản ở Thượng Hải. Hai người thân thiết nhất của Hứa Văn Cường ở Thượng Hải là người anh em kết nghĩa Đinh Lực và người yêu của anh Phùng Trình Trình.
- Đinh Lực (Lữ Lương Vĩ): Em kết nghĩa của Hứa Văn Cường. Đinh Lực vốn xuất thân là dân nghèo Thượng Hải, sau nhờ tính tình ngay thẳng, trọng nghĩa khí, ân oán phân minh đã tiến lên vị trí trùm xã hội đen. Đinh Lực cũng yêu Phùng Trình Trình và sau đã làm đám cưới với cô trong sự đau khổ của Hứa Văn Cường.
- Phùng Trình Trình (Triệu Nhã Chi): Con gái cưng của Phùng Kính Nghiêu (Lưu Đan). Là một thiếu nữ xinh đẹp, thông minh, Phùng được cả Hứa Văn Cường và Đinh Lực đem lòng yêu. Cô có tình cảm với Hứa hơn nhưng sau này lại quyết định cưới Đinh Lực.
- Phương Diễm Vân (Lâm Kiến Minh): Bạn học của Hứa Văn Cường. Cô thầm yêu Hứa nhưng không dám thổ lộ mà chỉ dốc lòng giúp đỡ Hứa trong công việc.
- Trần Hàn Lâm (Thang Chấn Nghiệp): Bạn học của Trình Trình. Hàn Lâm là thanh niên yêu nước, muốn thay đổi xã hội nên thi vào cảnh sát. Sau đó Lâm làm báo để chống quân phiệt Nhật Bản và Phùng Kính Nghiêu thông qua sự giúp đỡ của Hứa Văn Cường.

## Nội dung
Bộ phim lấy bối cảnh Thượng Hải thời Trung Hoa Dân Quốc trước Thế chiến thứ hai với câu chuyện về các mối quan hệ ân oán, bạn thù của Hứa Văn Cường và Đinh Lực trong thế giới xã hội đen. Bến Thượng Hải cũng đề cập đến mối tình tay ba đau khổ giữa ba người Hứa - Đinh và Phùng Trình Trình.

## Nhạc khúc chủ đề
Đi cùng với sự thành công của bộ phim là bài hát chủ đề "Bến Thượng Hải" nổi tiếng, nhạc của Cố Gia Huy (Joseph Koo), lời của Hoàng Triêm (James Wong). Nguyên thủy bài hát do Diệp Lệ Nghi (Frances Yip) trình bày bằng tiếng Quảng Đông. Bài hát cũng nằm trong top 10 bài hát được trao giải 1980 RTHK Gold songs. Phim Bến Thượng Hải 1996 phát hành sau đó 16 năm cũng sử dụng lại bài hát này và do Lưu Đức Hoa (Andy Lau) trình bày.